# Únor 2003
1. února – sobota
 Při havárii amerického raketoplánu Columbia zahynulo všech 7 astronautů na palubě.
2. února – neděle
 Českému prezidentu Václavu Havlovi skončilo poslední volební období.
15. února – sobota
 Zemřel herec Miroslav Horníček a cestovatel Jiří Hanzelka.
16. února – neděle
 V prvním kole kyperských prezidentských voleb zvítězil Tassos Papadopulos nad dosavadním prezidentem Glafkosem Kleridesem se ziskem 51,51 % hlasů.
18. února – úterý
 Nejvyšší soud zrušil rozsudky nad členy kapely The Plastic People of the Universe z roku 1976.
19. února – středa
 Při havárii íránského letadla Antonov na lince ze Záhedánu do Kermánu zahynulo všech 270 lidí na palubě.
 Dvaasedmdesátiletý důchodce zastřelil na ambasádě v Praze nigerijského konzula Michaela Lekaryho Wayidaho.
 Union banka uzavřela všechny své pobočky v Česku.
21. února – pátek
 Při požáru nočního klubu v americkém státě Rhode Island zemřelo 100 lidí a 230 jich bylo zraněno.
23. února – neděle
 Zemětřesení o síle 5,4 stupňů zasáhlo část Francie, Německa a Švýcarska.
24. února – pondělí
 V uhelném dole v polském městě Ruda Śląska se vznítil metan a zranil 15 horníků.
 Při zemětřesení v čínské autonomní oblasti Sin-ťiang o síle 6,8 stupňů zemřelo 261 lidí.
 Při havárii vojenského bojového letounu L-159 v Jincích na Příbramsku zahynul pilot.
25. února – úterý
 Zemřel italský herec Alberto Sordi.
27. února – čtvrtek
 Mezinárodní trestní tribunál pro bývalou Jugoslávii odsoudil bývalou prezidentku Republiky srbské Biljanu Plavšićovou k 11 letům vězení.
28. února – pátek
 Václav Klaus byl zvolen českým prezidentem.
 Rakouský prezident Thomas Klestil jmenoval druhou vládu Wolfganga Schüssela.